# کمال‌الدین ملاش
کمال‌الدین ملاش (انگلیسی: Kamalaldin Mallash؛ زادهٔ ۱ ژانویهٔ ۱۹۹۲) بازیکن هندبال سوری‌تبار اهل قطر است.